# Enrique Yannuzzi
Enrique Yannuzzi (Montevideo, 12 de agosto de 1950-Piriápolis, Maldonado, 12 de septiembre de 2021) fue un periodista deportivo, locutor y comentarista uruguayo.

## Biografía
La mayor parte de su carrera la hizo en CX 22 Radio Universal 970 AM. También trabajó en los programas televisivos: Deporte Total, tanto en Canal 10 como en Canal 5, así como en Estadio Uno. Fue compañero de Ariel Del Bono, Juan Carlos Vicente y Alberto Kesman en la radio. Presentaba en radio los segmentos: “Las manzanas de Ariel”, “Uruguay siglo XXI”,  “Jugátela”, “Un día como hoy”, entre otros.
Cubrió ocho Copas Mundiales de Fútbol con su compañero Alberto Kesman. En una oportunidad, la empresa Tenfield le prohibió a Yannuzzi y al periodista Mario Bardanca ir en el vuelo con los jugadores de fútbol de la selección uruguaya.
Participó de Estadio Uno, programas televisivo de más larga permanencia ininterrumpida en los medios uruguayos, por lo cual figura en el Libro Guinness de los récords, logrando la certificación de la organización mundial, como el programa de televisión con más años en el aire desde el 14 de enero de 2002. En el programa se debate de fútbol, temas deportivos de opinión y cultural. Fue parte del equipo compuesto por Julio Sánchez Padilla, Silvia Pérez, Mario Bardanca y Axel Fucks.
Enrique Yannuzzi se despidió de la radio el 6 de diciembre de 2015, al realizar ese día su última transmisión en el partido entre Club Atlético Peñarol y Juventud de las Piedras; disputado en el Estadio Centenario. Recordado por sus citas como: “No te comas la pastilla” y “¿Usted qué tiene mi amigo? Tiene Universal en el oído”.

## Vida privada
Estaba casado y tenía tres hijos: Soledad, Pablo y Mariana. En 2014 fue intervenido por la próstata con éxito. Residía en Piriápolis.

## Premios y honores
En 2012 recibió el Premio Iris como mejor comentarista de radio.
La cabina de prensa N°2 del Estadio José Nasazzi del Club Atlético Bella Vista del cual Yanuzzi era hincha y socio, fue denominada con su nombre.